# Oligoléctico

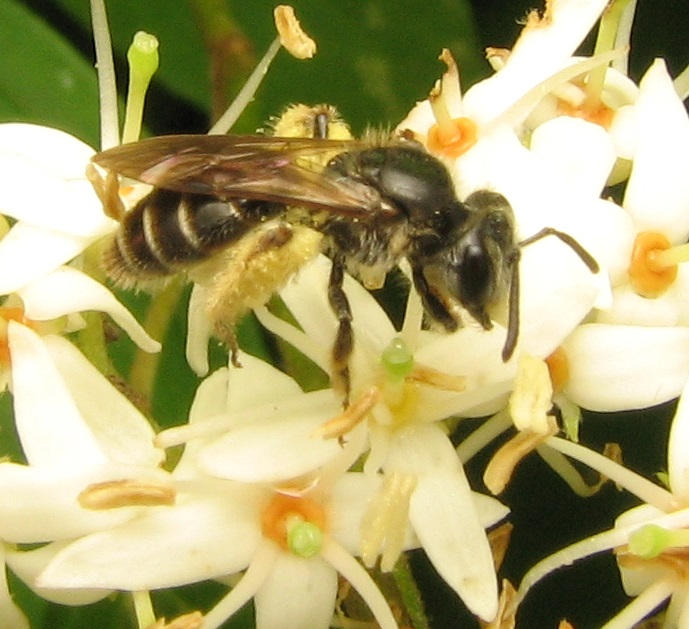
Andrena Subgénero Gonandrena, especialista en el género Cornus

El término oligoléctico se usa para referirse a las abejas que coleccionan polen de un número limitado de especies de plantas, en general, miembros de un solo género. Pero también puede extenderse a los géneros de una sola familia o estar limitado a una sola especie, en cuyo caso es más correcto llamarlas monolécticas. Las familias Andrenidae y Halictidae son predominantemente oligolécticas.
El término se refiere a la colección de polen. Cabe notar que una abeja oligoléctica puede visitar flores de muchas otras especies para la colección de néctar. 